# Abd al-Aziz as-Safawi
Abd al-Aziz as-Safawi, Abdel Aziz Essafoui (ar. عبد العزيز الصفوي; ur. 20 sierpnia 1970) – marokański zapaśnik walczący przeważnie w stylu klasycznym. Olimpijczyk z Atlanty 1996, gdzie zajął dwudzieste drugie miejsce kategorii 90 kg.
Dziewięciokrotny medalista mistrzostw Afryki w tym pięć razy sięgał w srebrny medal, kolejno w 1990, 1993, 1996 i w 1997 w obu stylach wagowych. Wicemistrz arabski w 1995 roku.
- Turniej w Atlancie 1996

Przegrał obie walki, kolejno z Egipcjaninem Moustafą Ramadą Hussainem i Jackiem Fafińskim i odpadł z turnieju.